# Bétissart
Bétissart est un hameau du village d'Ormeignies, dans la commune d'Ath, et la province de Hainaut, en Belgique. Au fond de la rue du Sart, se dresse un ensemble de bâtiments rappelant la splendeur de cette ancienne seigneurie.[réf. nécessaire]

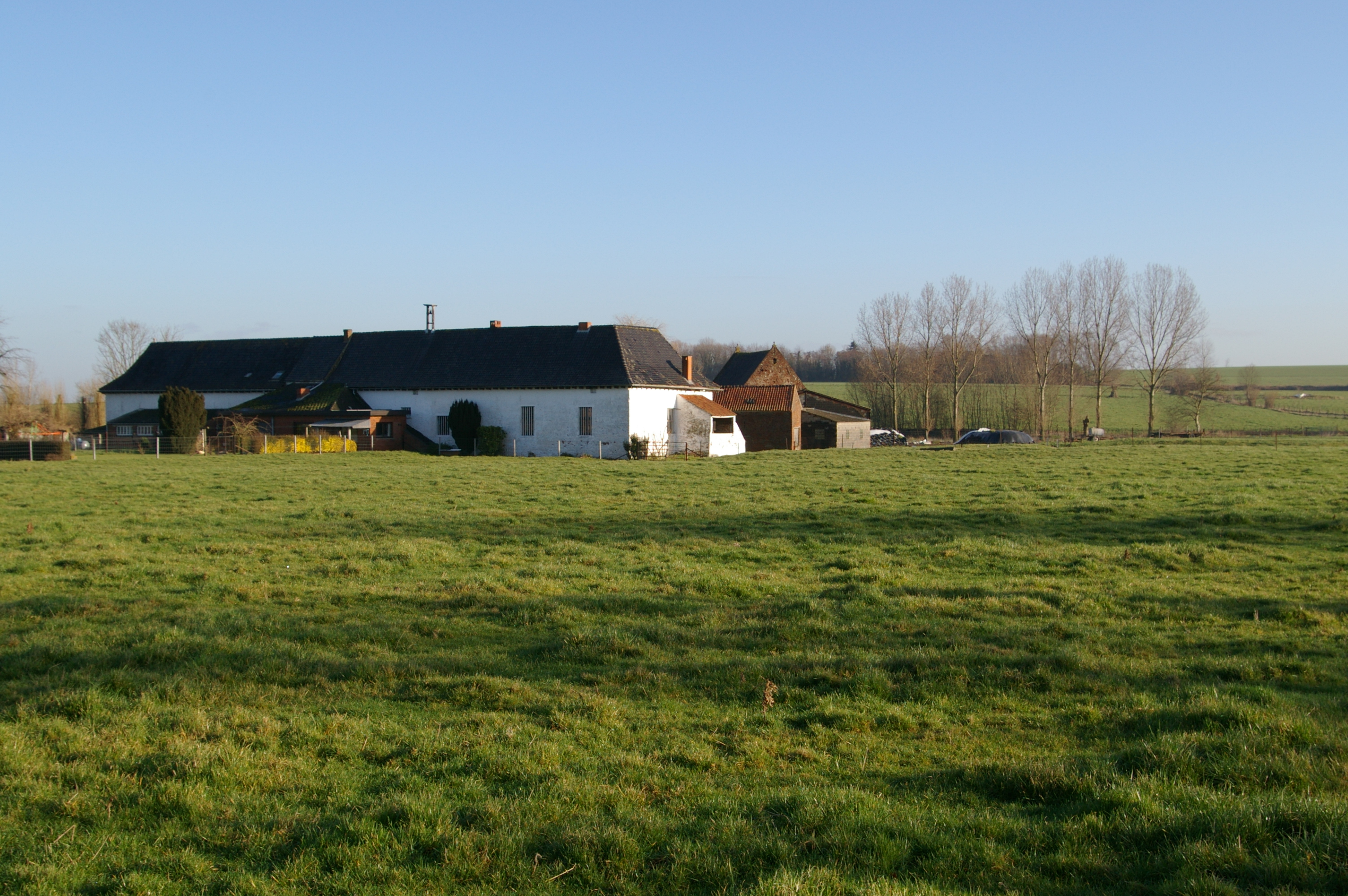
Ferme de Bétissart

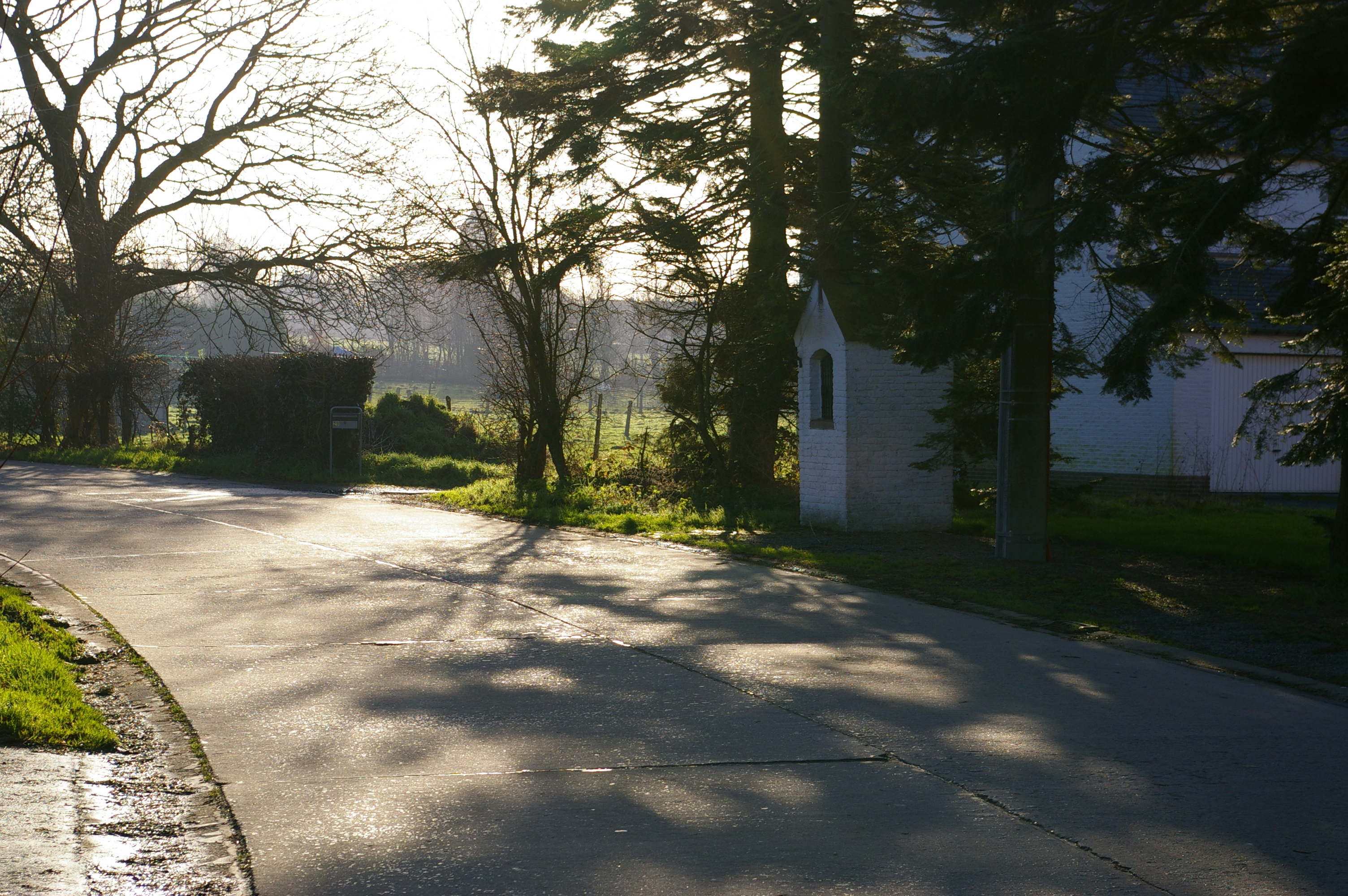
Rue de Bétissart

La ferme actuelle date du XVIIIe siècle, ainsi que l'attestent deux inscriptions de millésimes : un écu dans le porche (1702) et des ancres sur la façade (1704). Malgré l'ajout récent d'annexes, cette ferme présente un intérêt architectural de toute première importance.

## Toponymie et origines
Le nom de Bétissart apparaît en 1161. Il signifie le sart (terrain boisé défriché pour la culture) de Bertin ou d'Albert. Les formes les plus anciennes sont Albertissarto (1161), Bétinsart (1235) ou Biétinsart (1385). C'est un essart de l'alleu de Chièvres.
Des textes anciens citent Alexis de Bétissart, vivant en 1225 et Gilbert de Bétissart, témoin d'un acte de 1230. Un acte du 27 mai 1302 par lequel Stiévène Ganors, bourgeois de Mons, accorde à Marie le Colarde la cense des biens qu'il avait à Bétissart cite les noms des notables : « Et si i furent comme escevin de Bettinsart : Jehans Ruelins, Wautiers li Clercs, Colars Coussins, Jehan li (Baret)eres et Henris Clawes. Et si i fu comme maires de Bettinsart Mikieuls Ruelins »

## Moyen Âge
À la fin du XIIIe siècle, la terre de Bétissart passa à la famille de Hauscy. Alexandre de Hauscy vivait vers 1290, Guillaume vers 1330. Celui-ci épousa Isabeau de Lalaing de qui il eut une fille, Jenne. Jenne ou Jane fut mariée à Moriel d'Astices (Athis) qui vendit la seigneurie de Bétissart à famille Séjournet, de Valenciennes. Nous sommes en 1394.
Le 25 novembre 1411, une charte-loi est accordée à la requête de Jehan Séjournet, seigneur de Bétissart.
Les chartes-lois sont des sortes de contrats passés entre les populations rurales et leurs seigneurs. Elles sont en fait la mise par écrit des droits et obligations de chacune des parties en cause, l'entérinement des coutumes. Ce texte essentiel dans la vie des hommes du Moyen Âge réglait une série de situations extrêmement variées et souvent quotidiennes. Des articles traitent des querelles, plaintes, injures, témoignages. La protection de la propriété privée (champs, pâtures, bétail) ou publique était assurée notamment par des corvées pour remettre en état les chemins. La qualité du pain et de la viande était contrôlée. Les élections d'un garde-champêtre, d'un garde forestier, des percepteurs d'impôts (droit de terrage, droit de tonlieu) sont prévues. Les débits de boissons (vin, cervoise et autres breuvages) sont réglementés et taxés. On ne peut pas y jouer aux dés ni y tenir une maison de débauche. Les poids et mesures doivent être contrôlés à Mons où sont conduits en prison ceux qui injurient les échevins dans l'exercice de leur fonction (c'est le seul cas d'emprisonnement prévu par la charte-loi). Il est certain que ce genre de texte nous renseigne de façon plus ou moins précise sur le genre de vie de nos ancêtres, d'autant plus que les documents sont relativement rares à ce sujet.
En 1502, la seigneurie de Bétissart appartient à Joachim Séjournet. C'est toujours un fief de Chièvres. Le cartulaire des fiefs tenus de la ville, terre et pairie de Chièvres contient un dénombrement de la terre et seigneurie de Bétissart fait le 23 janvier 1502. C'est la plus ancienne description connue.

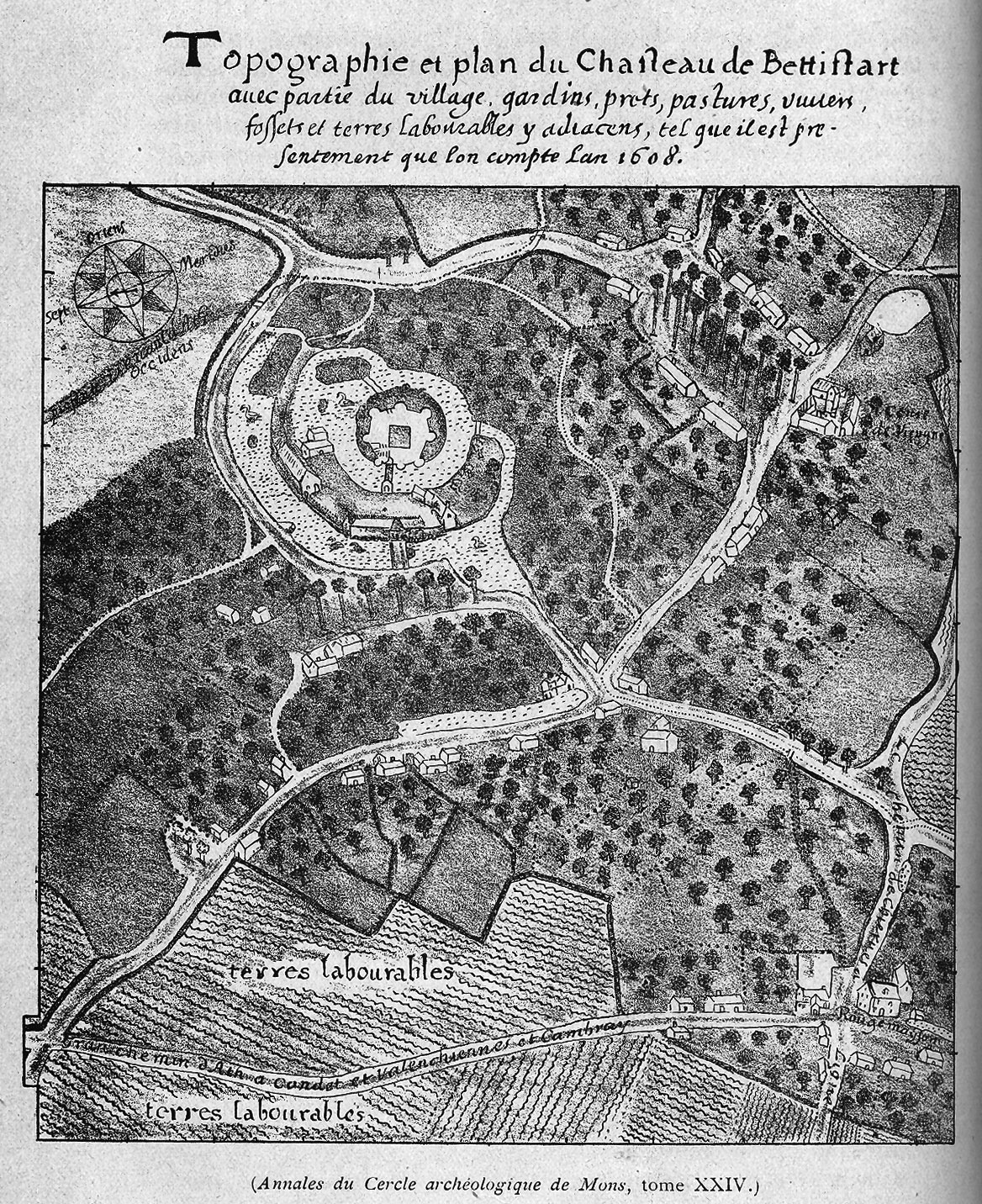
Plan de Bétissart en 1608

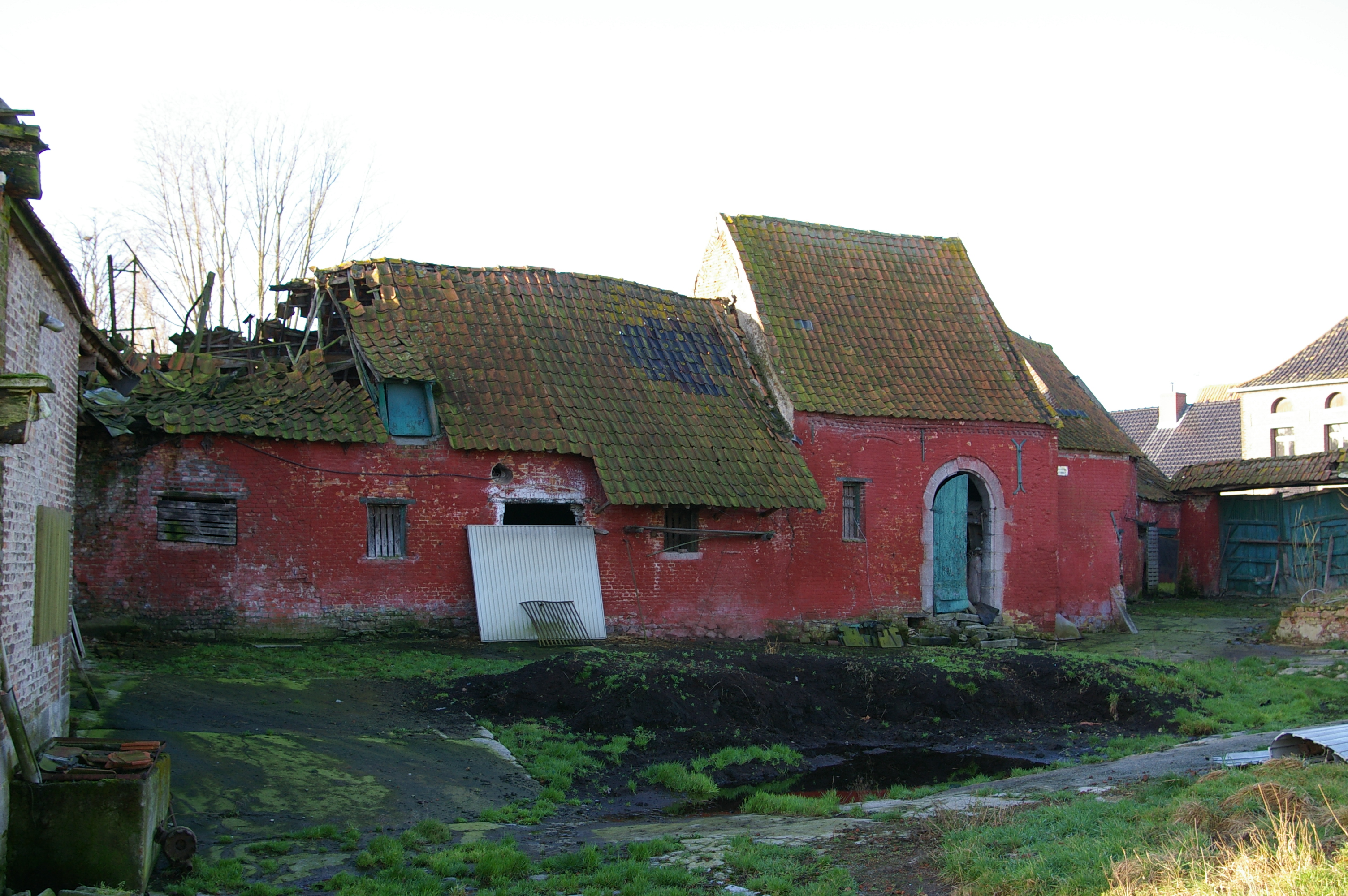
Vestiges de « La Rouge »

La seigneurie de Bétissart proprement dite comprenait alors : une maison, motte, édifice, grange, étable, basse-cour entourée de fossés, des terres labourables (blé, avoine), près, bois, pâtures, jardin. L'étude comparative des plans de 1608, de Ferraris et de l'état actuel n'a pas permis à M. de WAHA, faute d'avoir pu procéder à des fouilles, de conclure à l'existence d'un château.
Bétissart comprenait en outre huit arrière-fiefs situés à Vellereille-le-Sec, à Blicquy, à Irchonwelz, à Chièvres, et à Bétissart même.
Dans la description du quatrième arrière-fief, on parle du chemin « menant à la maladrie de Bétinssart ». Y avait-il une léproserie à Bétissart au début du XVIe siècle ?
C'est cette seigneurie que Martin Lhermite achète à la famille Séjournet en 1504. Martin Lhermite épouse en premières noces Marie de Maulde. Le couple est prospère. « De ce mariage escheurent aux dits conjoints beaucoup de moyens, argent contant, héritages et autres ... Ces biens, ils les rempléarent en la terre de Bettissart, laquelle depuis ils ont fort augmentée, faisant édifier la Rouge-Maison, hostellerie fort renommée [située à la croisée du chemin d'Ath à Condé et du chemin de Chièvres à Ligne, du côté du midi], joindant aussy une chapelle à l'honneur de madame Saincte-Anne. »
Voici donc la première mention de la Rouge-Maison, appelée plus tard Rouge Ferme ou simplement « La Rouge ».
La chapelle Sainte-Anne pose un problème plus délicat. Il n'est pas possible de la situer exactement car il n'y a pas de trace sur les plans anciens ni dans d'autres textes. Il s'agit peut-être d'une petite chapelle de peu d'importance le long d'un chemin.
Une description, sommaire mais intéressante, de la seigneurie de Bétissart apparaît dans la généalogie des Lhermite en 1602. Un plan à vol d'oiseau daté de 1608 l'accompagne. Il nous est d'un intérêt considérable.
« Auquel lieu, il y a ung bon chasteau, partie assiz sur une motte et l'auttre partie bassicolée en eaue, entouré de huict tours à l'antique, avec doubles fossez d'eau d'ung costé, lieu plaisant et fort comme bien s'est monstré durant le temps de ces guerres civiles, y ayant le susdit seigneur moderne tenu sa résidence cependant que les Balles de Tournay, Audenarde, Ninove et Brusselles estoyent rebelles, non obstant les journaillières excursions, invasions, embusches et attentats desdyts ennemys, qui par plusieurs fois l'ont tasché non seulement de le surprendre, mais aussi de l'emporter par force, par l'espace de quatre ans, come assez il est notoire aux habitants d'alentour. »
Ainsi donc, Bétissart résiste aux exactions de la soldatesque qui sévit dans nos régions à la fin du XVIe siècle. La guerre civile dont il question est probablement celle qui met aux prises les opposants et les tenants du régime espagnol.

## Temps modernes
Du XVIIe siècle également, une gouache d'Adrien de Montigny, (Album de Croy) représente Bétissart vu de l'ouest. En dehors des maisons villageoises, on y remarque une tour carrée surmontée d'un toit d'ardoise en pavillon, à l'arrière d'un bâtiment coiffé d'un toit en bâtière, dont un pignon émerge. Il ne peut s'agir d'une église ou d'une chapelle puisque Bétissart faisait partie de la paroisse Saint-Ursmer d'Ormeignies. Seraient-ce des bâtiments du château ?
Le cavalier engagé sur le chemin d'Ath à Condé et Valenciennes, suivi d'un piéton en armes, se dirige vers le village et contourne par l'ouest le hameau et le château (…) Le plan de 1602 ne montre aucun sanctuaire et la disposition des chemins cadre bien avec les orientations du miniaturiste. Ce doit bien être un habitat sur motte.
La Carte de Ferraris levée de 1771 à 1778 montre peu de différence dans le plan du château. Cependant, on n'y voit plus les huit tours décrites en 1602 et visibles sur le plan de 1608. Un bâtiment central, comme sur une île, est relié à la basse-cour par un petit pont.
Les fossés n'entourent plus complètement l'ensemble. Nous savons que les bâtiments de la ferme dont une partie subsiste aujourd'hui, ont été construits au début du siècle.

## Époque contemporaine
Le bâtiment central a disparu au milieu du XIXe siècle. Il ne figure plus sur le plan Popp. Les fossés sont réduits à de grandes mares.
À cette époque, la « ferme de Bétissart » appartient à Édouard André Joseph Mary et consorts, de Bruxelles. La propriété compte 4,14 ha dont 71 ares d'étangs, un jardin de 20 ares et un verger de 2,66 ha.
Aujourd'hui, les fossés ont été comblés, une annexe moderne remplace depuis une vingtaine d'années celle qui fut détruite par un incendie.